# Saron-sur-Aube
Saron-sur-Aube é uma comuna francesa na região administrativa do Grande Leste, no departamento de Marne. Estende-se por uma área de 16.43 km², e possui 304 habitantes, segundo o censo de 2018, com uma densidade de 19 hab/km².